# 東京レガシーハーフマラソン
東京レガシーハーフマラソンは、毎年10月に国立競技場発着で開催されるハーフマラソン。主催は一般財団法人東京マラソン財団。

## 概要
東京2020オリンピック・パラリンピックのレガシーを活かす大会としてIOCバッハ会長と小池都知事が2019年合意し、2022年に第1回を実施した。なお第2回はマラソングランドチャンピオンシップとの同時開催。
コースとしては国立をスタートし、水道橋、日本橋北詰、皇居を経て国立に戻る21.0975km。
TV中継はBS-TBSで中継のほか後日TBSテレビでもダイジェスト放送

## 歴代優勝者
優勝者の氏名・国籍・所属は当時のもの。
|   | 日付   | 男子選手                 | 国籍・所属 | 記録          | 女子選手                 | 国籍・所属 | 記録          |
| - | ------ | ------------------------ | ---------- | ------------- | ------------------------ | ---------- | ------------- |
| 1 | 2022年 | ヴィンセント・キプケモイ | ケニア     | 1時間00分10秒 | キャロライン・ニャガ     | ケニア     | 1時間08分23秒 |
| 2 | 2023年 | ケイタニー・キプトゥム   | ケニア     | 1時間01分10秒 | グラディス・チェプクルイ | ケニア     | 1時間05分46秒 |
| 3 | 2024年 | アモス・クルガト         | ケニア     | 59分52秒      | ロイス・チェムヌング     | ケニア     | 1時間07分27秒 |